# Mastigusa arietina
Mastigusa arietina là một loài nhện trong họ Dictynidae.
Loài này thuộc chi Mastigusa. Mastigusa arietina được Tord Tamerlan Teodor Thorell miêu tả năm 1871.